# Roger de La Fresnaye
Roger de La Fresnaye (n. 11 iulie 1885, Le Mans, Franța – d. 27 noiembrie 1925, Grasse, Alpes-Maritimes, Franța) a fost un pictor cubist francez.

## Primii ani și educație
La Fresnaye s-a născut în Le Mans, unde tatăl său, un ofițer în armata franceză, era staționat temporar. Familia La Fresnaye a fost o familie aristocratică a cărei casă strămoșească, Château de La Fresnaye, se află în Falaise. Educația sa a avut o bază clasică, fiind urmată, între 1903 și 1904, de studii la Academia Julian din Paris și din 1904 până în 1908 la École des Beaux-Arts. Din 1908 a studiat la Academia Ranson cu Maurice Denis și Paul Sérusier, a căror influență comună este evidentă în lucrările timpurii, precum Femeie cu crizanteme, 1909. Acest lucru demonstrează atmosfera simbolistă onirică și caracterul stilistic al lucrării grupului Les Nabis. În 1909, Fresnaye a călătorit la München, unde i-a întâlnit pe expresioniștii germani, iar apoi, în 1911, în nordul Italiei, unde a început să introducă mai multe elemente cubice și abstracte în propria sa pictură.

## Carieră
Între 1912 și 1914, La Fresnaye a fost membru al grupului de artiști Section d'Or⁠(d), iar lucrările sale demonstrează un răspuns individual la cubism. A fost influențat de Georges Braque și Pablo Picasso, dar lucrările sale au un aspect mai decorativ decât structural, iar culorile sale prismatice reflectă influența lui Robert Delaunay. A fost membru al Grupului Puteaux, un orfist al cubismului condus de Jacques Villon⁠(d). Cea mai faimoasă lucrare a sa este Cucerirea aerului, 1913, care îi înfățișează pe el și pe fratele său aflați în aer liber, cu un balon în fundal.
La Fresnaye s-a înrolat în armata franceză în Primul Război Mondial, dar a contractat tuberculoză și a fost externat în 1918. Sănătatea sa s-a deteriorat rapid după război. Nu și-a mai recupătat niciodată energia fizică pentru a întreprinde o muncă susținută. În picturile ulterioare pe care le-a creat, a abandonat analiza spațială cubistă pentru un stil mai liniar. A încetat să picteze în 1922, dar a continuat să deseneze. De la Fresnaye a murit la Grasse în 1925, la vârsta de 40 de ani.

## Piața de artă
La 24 martie 2017, a fost stabilit un nou record pentru o lucrare a lui de la Frensaye la licitație, când „La conquête de l'air, avec deux personnages” s-a vândut cu 2.370.500 de euro la Christie's⁠(d) din Paris.

## Galerie

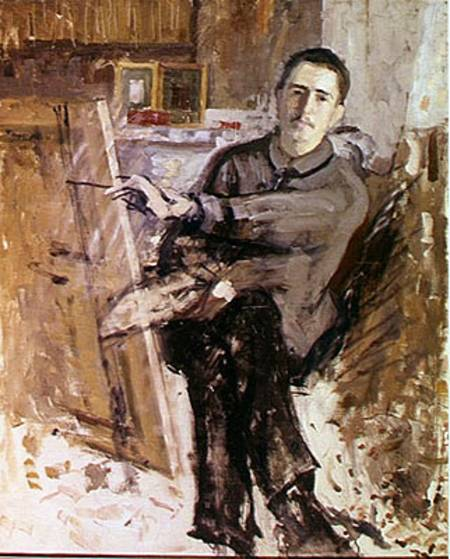
Autoportret, ca. 1908-09
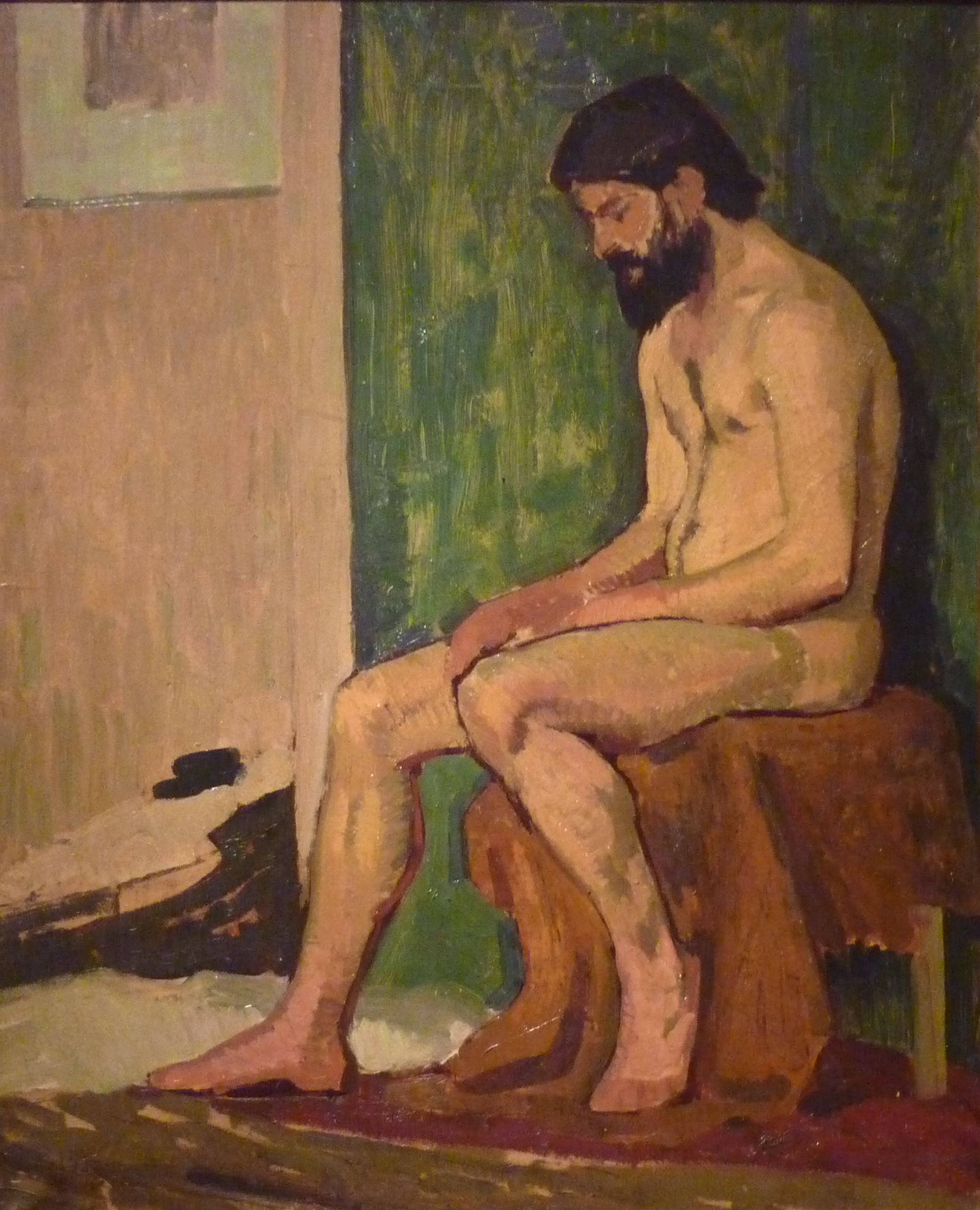
L'Homme barbu assis, circa 1909, Musée d'art moderne de Troyes
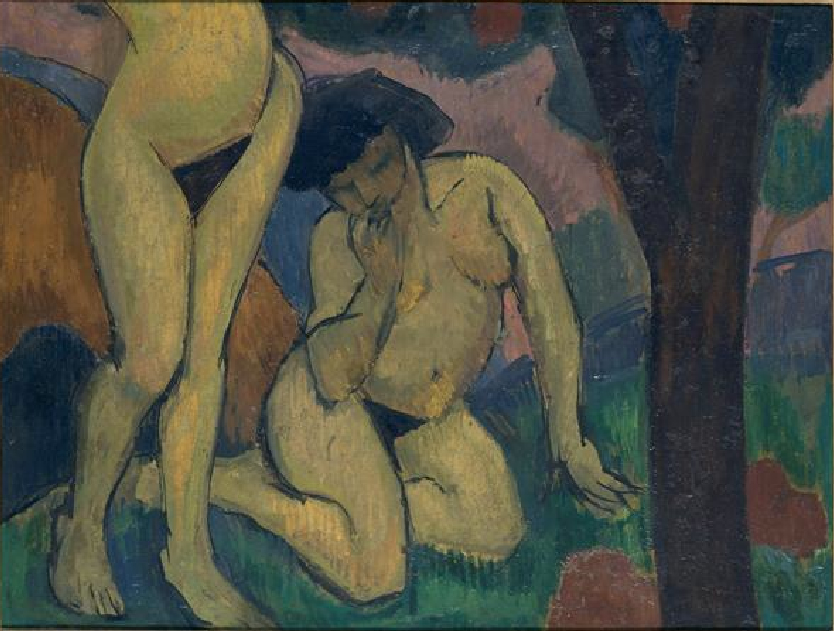
Deux nus dans un paysage, 1910, MNAM, Centre Georges Pompidou, Paris
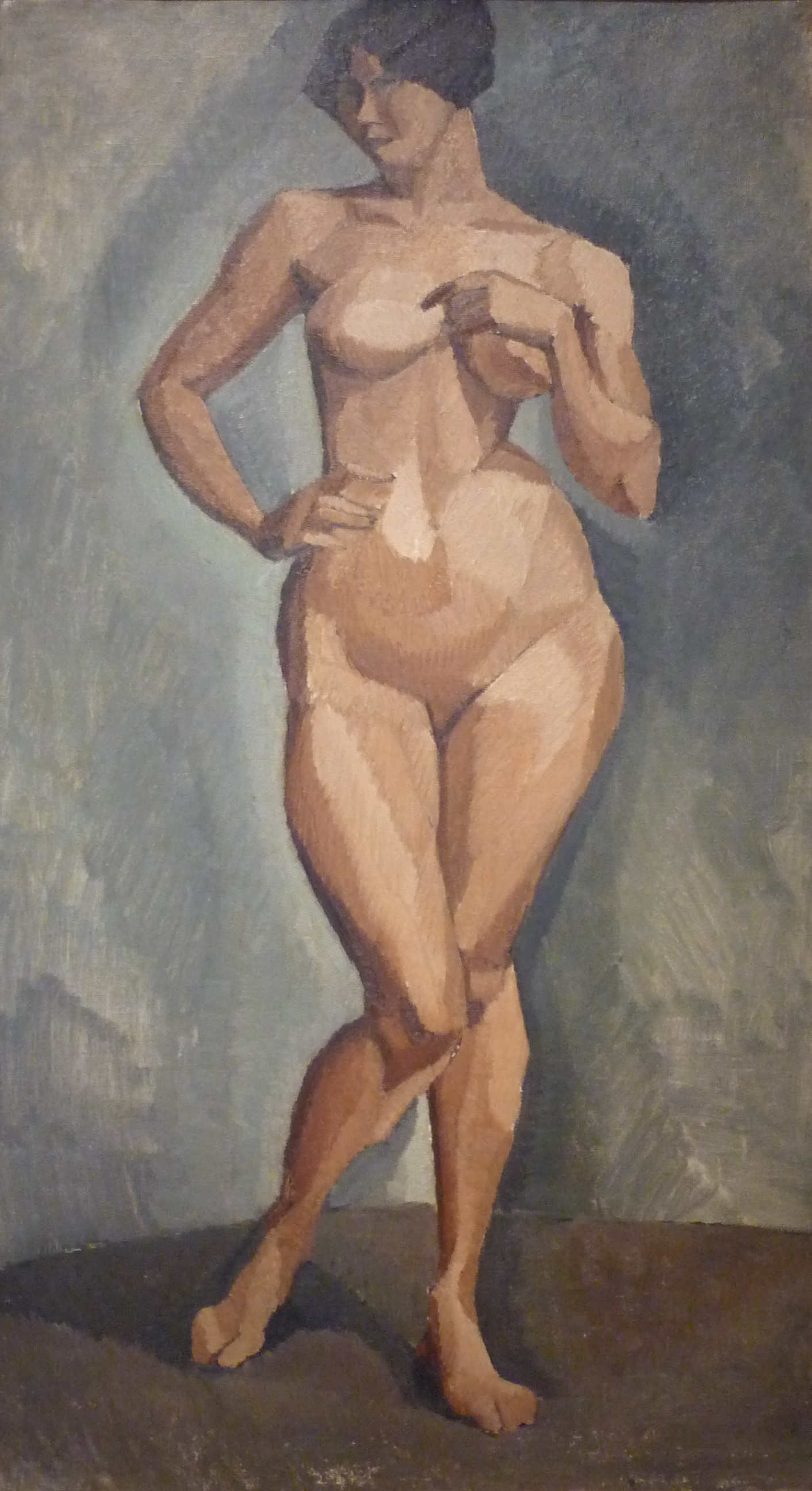
Nu debout de face, 1910–11, Musée d'art moderne de Troyes⁠(d)
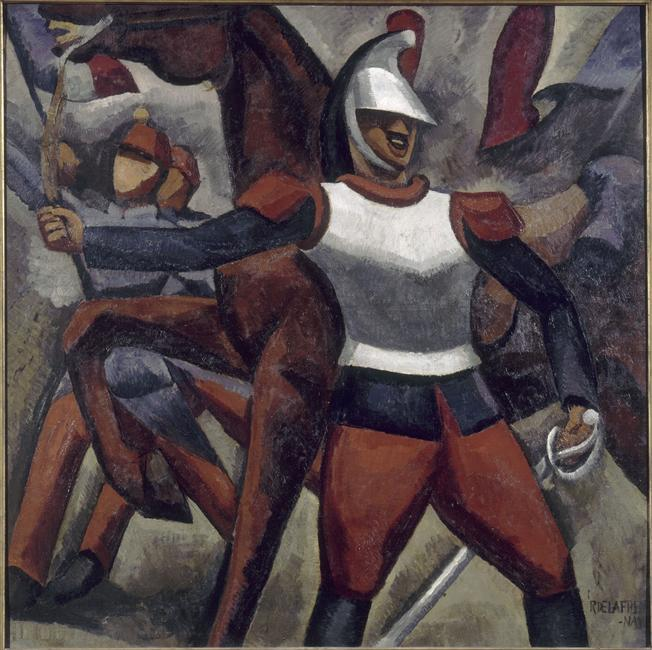
Cuirassier, 1912, Musée des Beaux-Arts, Lyon
Artilerie⁠(d), 1911, Metropolitan Museum of Art, New York
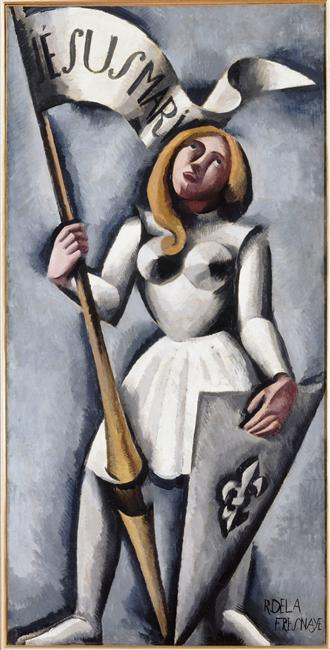
Jeanne d'Arc, 1912, Musée d'art moderne de Troyes⁠(d)
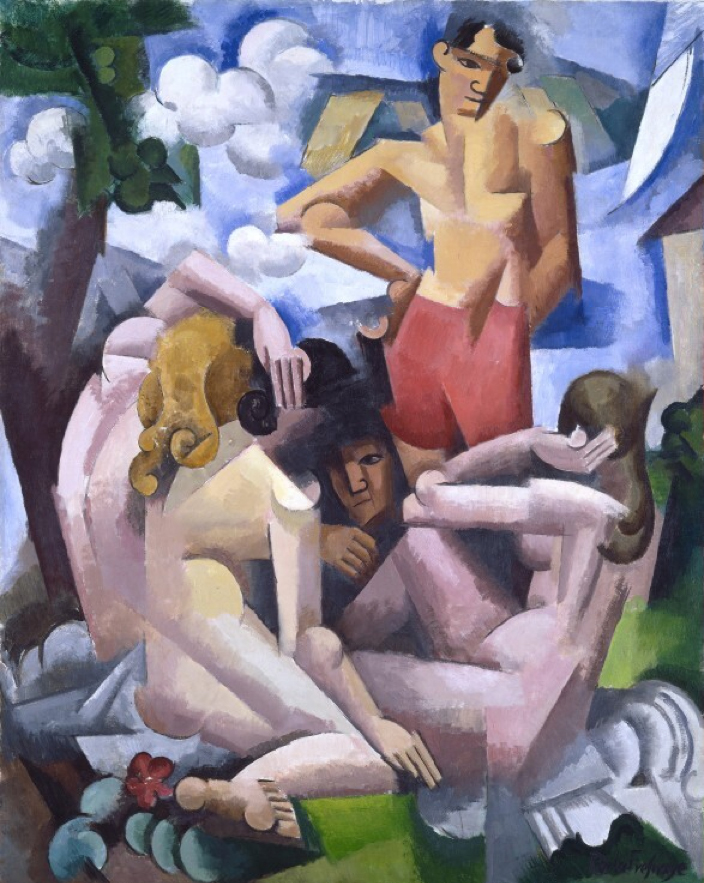
The Bathers (Les Baigneuses), 1912, National Gallery of Art, Washington DC.
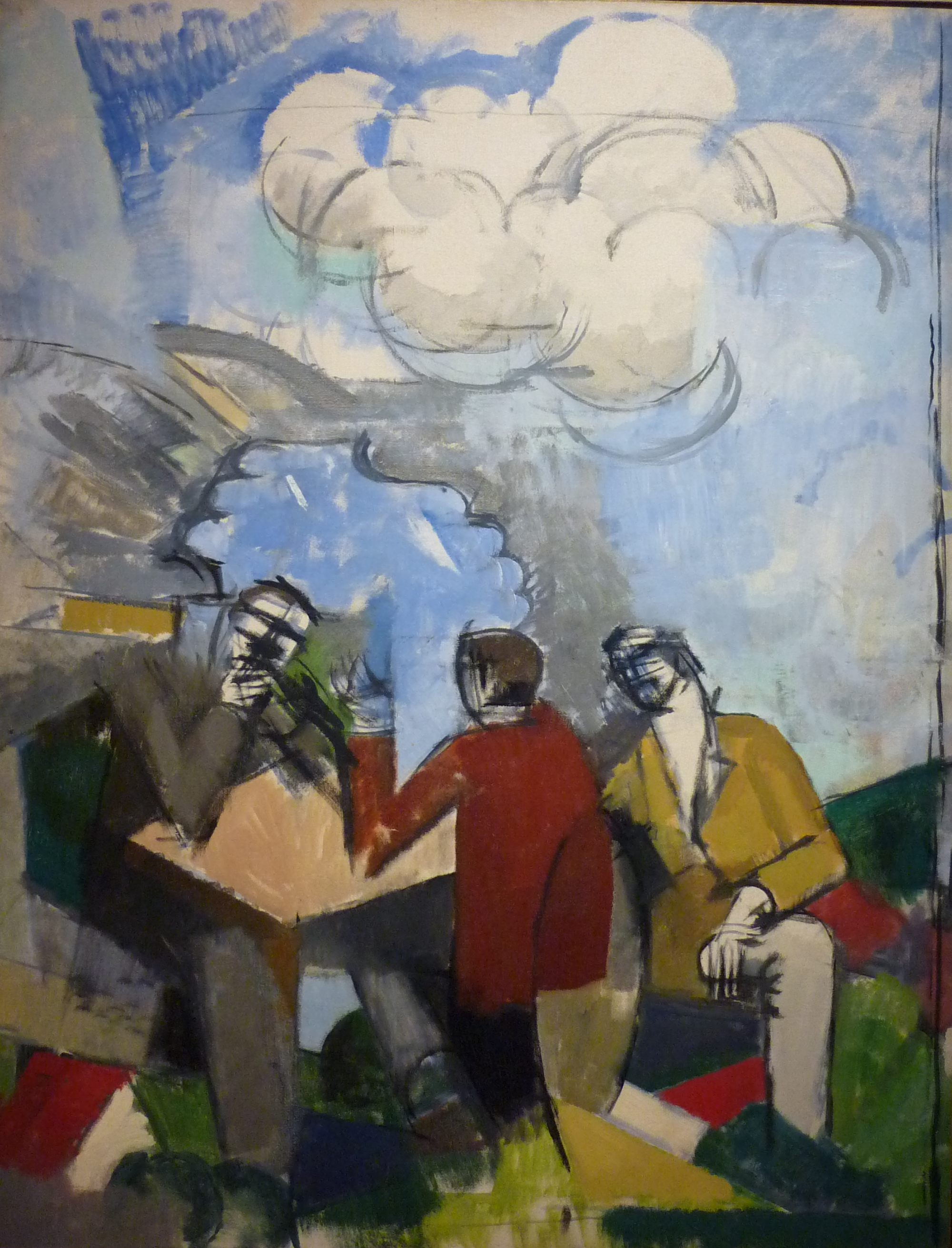
La conquete de l'air, 1913, Musée d'art moderne de Troyes
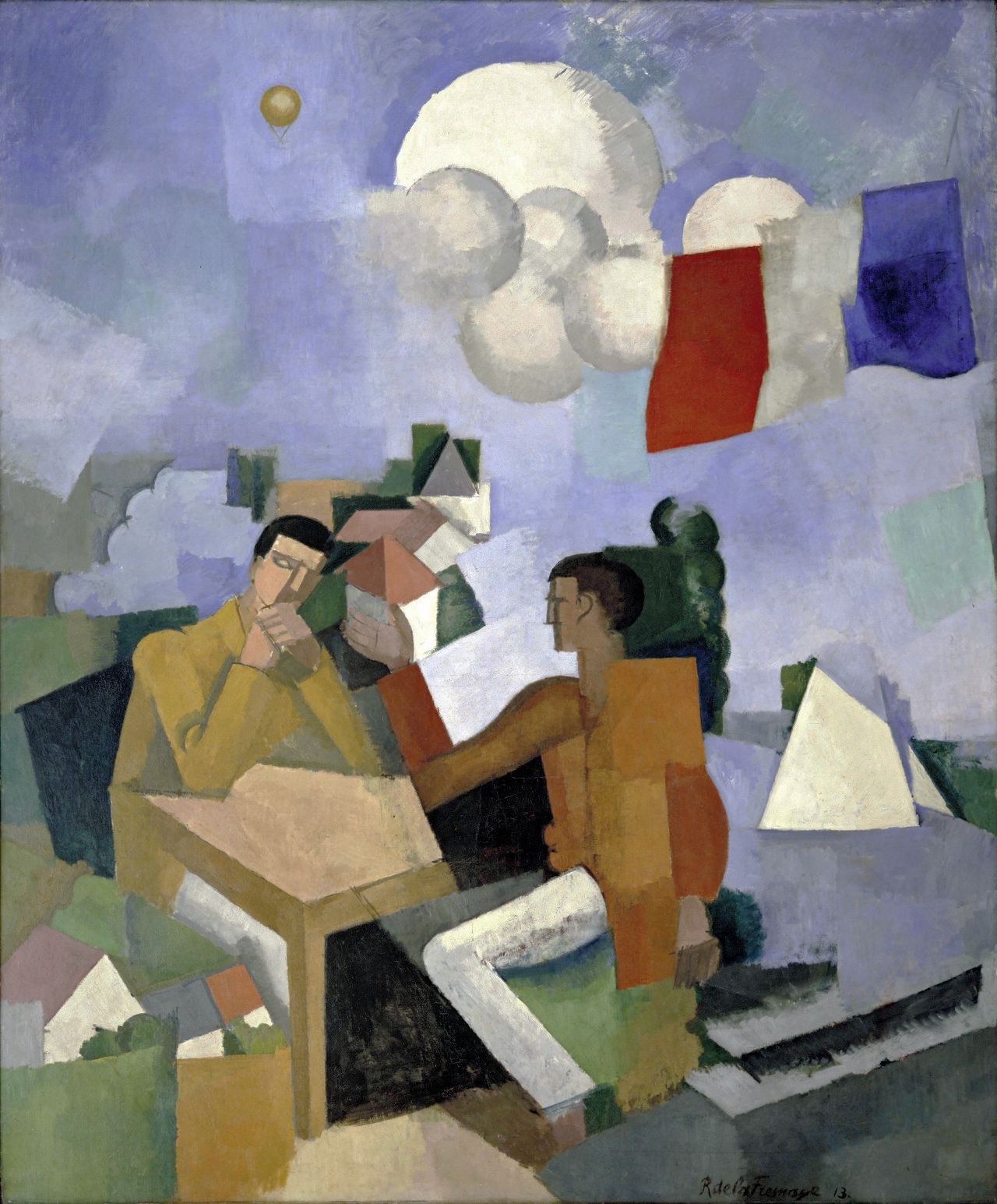
Cucerirea aerului, 1913, Muzeul de Artă Modernă, New York
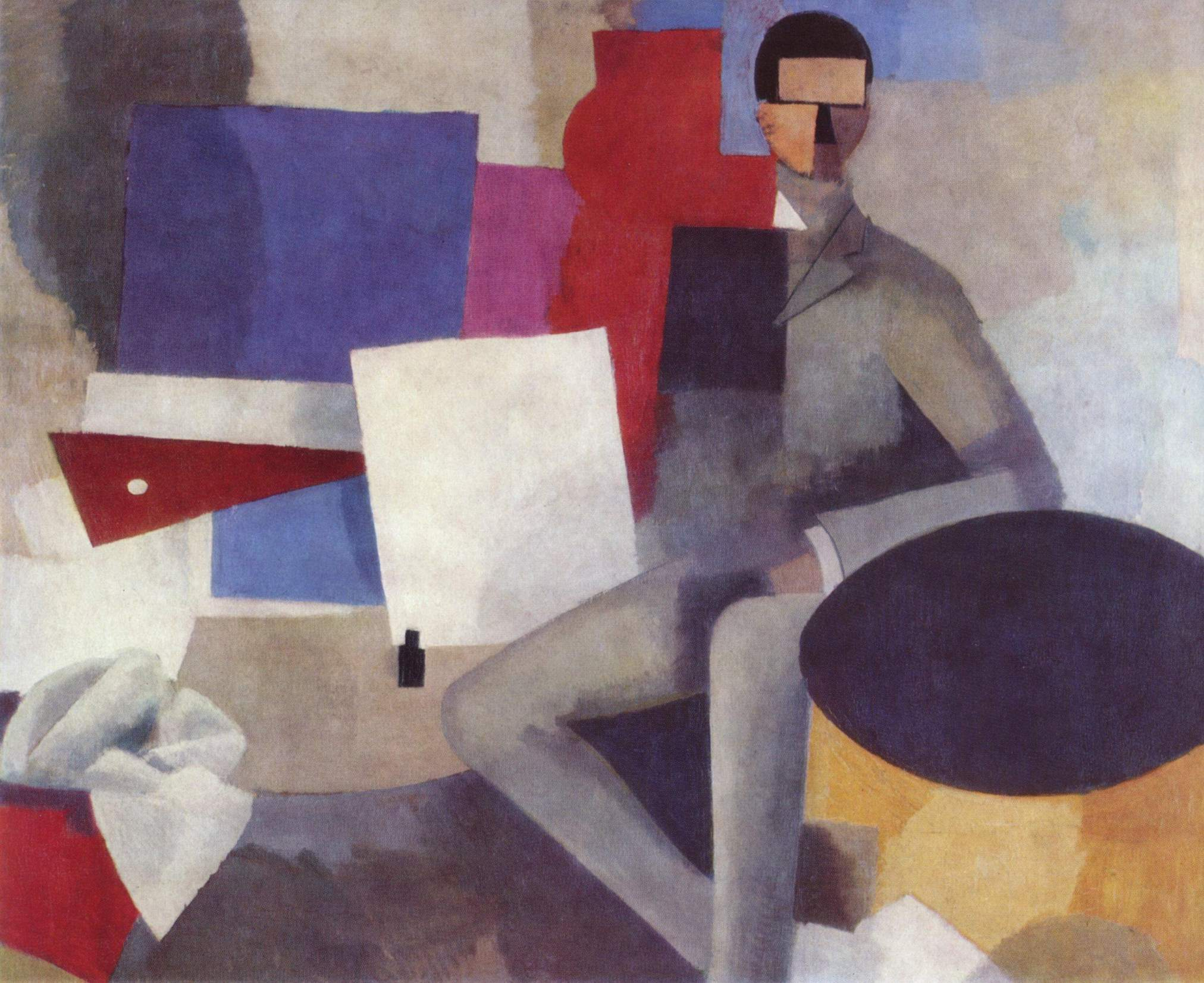
Homme assis, 1914, Musée des Beaux-Arts din Rouen⁠(d)
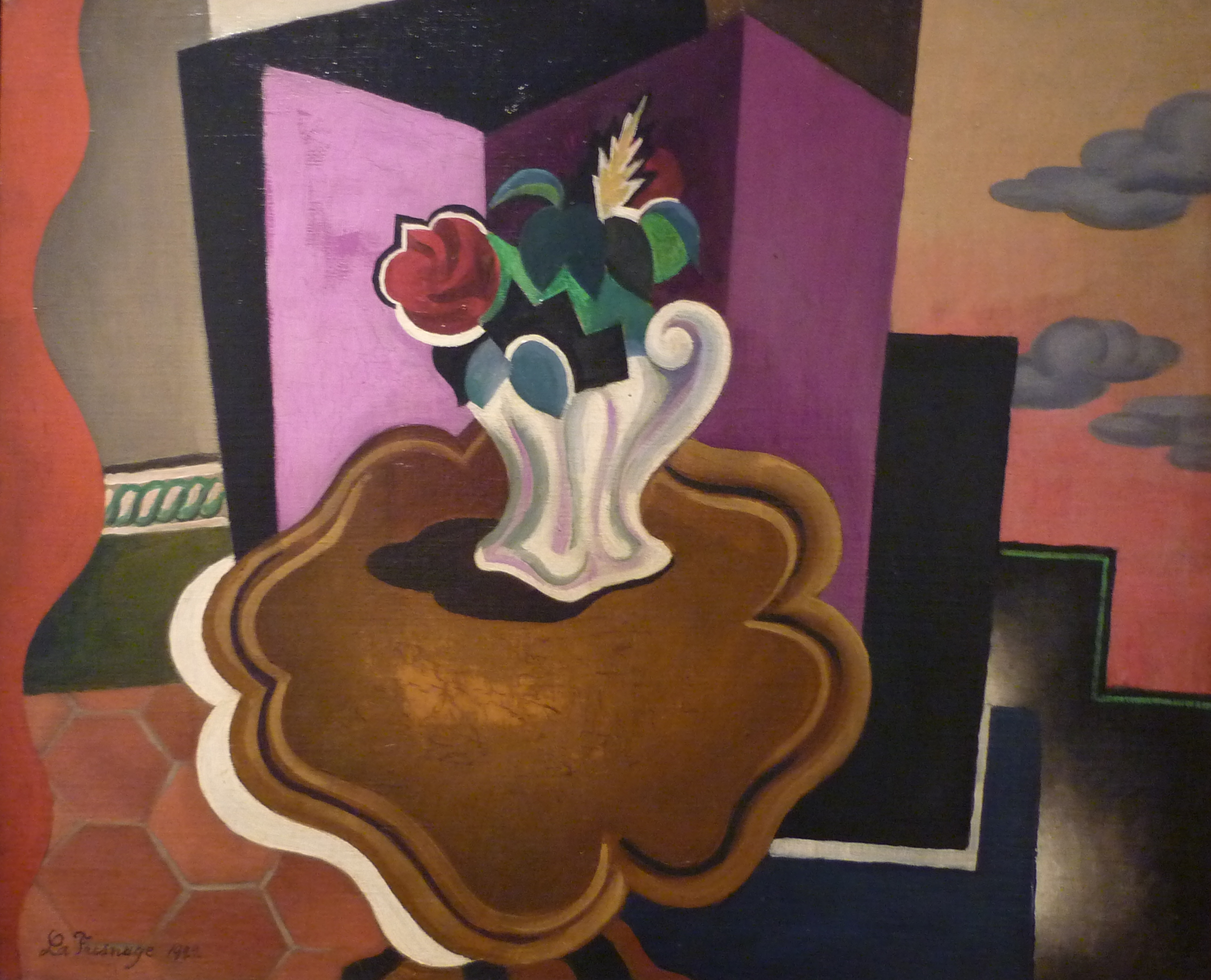
La table Louis-Philippe, 1922, Musée d'art moderne de Troyes⁠(d)